# Античные тарелочки

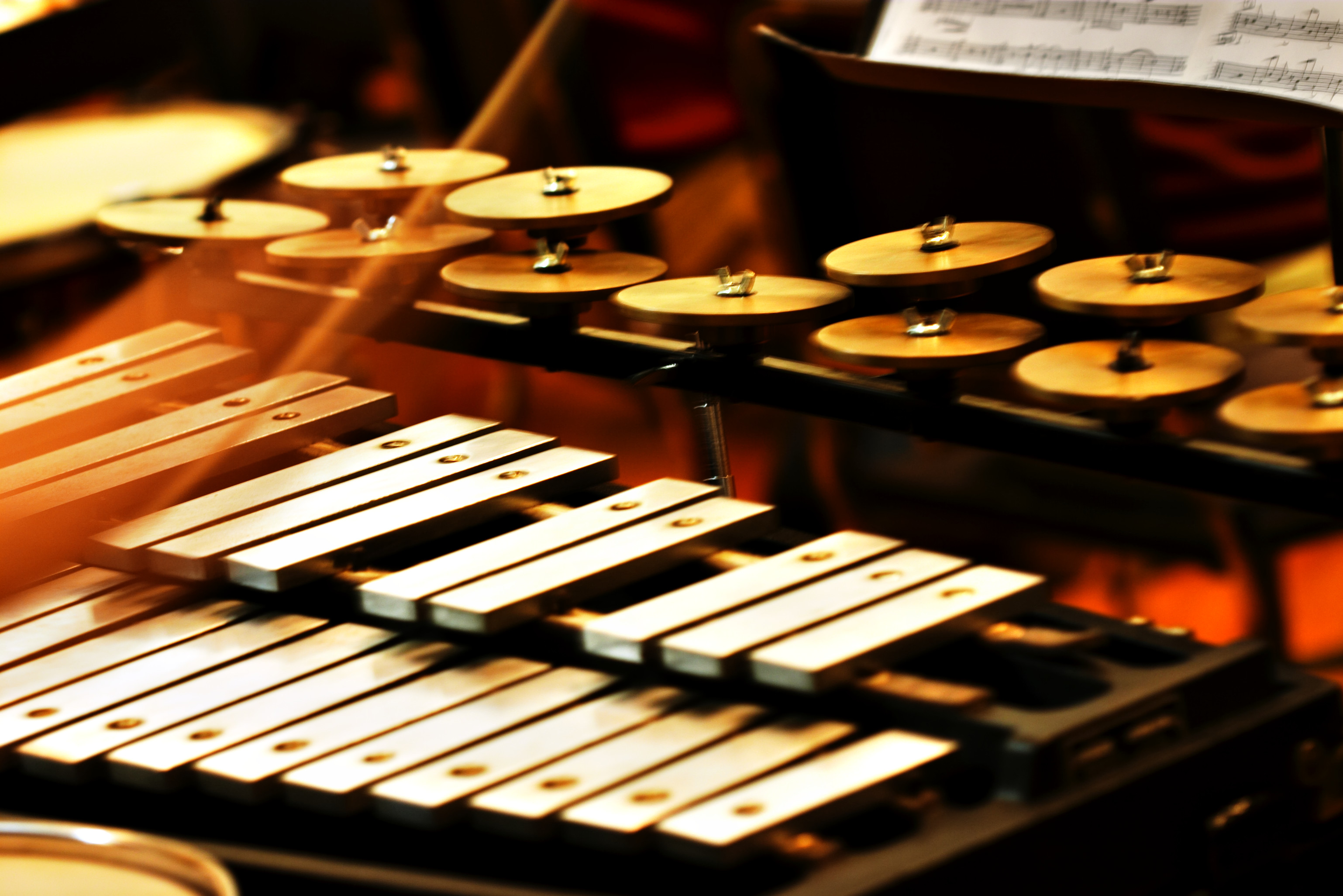
Античные тарелочки (на заднем плане)

Античные тарелочки (фр. — cymbales antique), помпейские тарелочки, кротали — ударный инструмент симфонического оркестра.
Своё название получили от античных кимвалов. Возможны два способа игры. При игре на паре тарелочек в их отверстия вставляют кожаные ремешки, которые надеваются на пальцы. Тарелочки при этом ударяют одна о другую или трясут. При большем количестве — до пяти, — тарелочки располагаются свободно подвешенными на стойке. Играют на них металлической палочкой. Звук малых античных тарелочек высокий, нежный и чистый, напоминающий звон хрустальных бокалов.
Впервые в современном оркестре античные тарелочки применил Берлиоз в симфонии по мотивам Шекспира для хора, солистов и оркестра «Ромео и Джульетта» Op.17, H 79 (1839) и четвертом акте оперы «Троянцы» H 133a (Les Troyens, 1863). Берлиоз дает подробное описание инструмента в своём «Трактате об инструментовке и оркестре» (1844).
Античные тарелочки в оркестре использовались редко. Среди известных примеров — «Послеполуденный отдых фавна» Дебюсси.. В XX веке античные тарелочки применяли Морис Равель («Дитя и волшебство»), И. Ф. Стравинский (Весна священная, Свадебка), Б. А. Чайковский («Ветер Сибири», «Музыка для оркестра»),Ш. Кеклен (Античные этюды, Книга джунглей), Л. Берио (Народные песни), К. Штокхаузен (Мантра, для двух фортепиано, вудблоков, кротал и двух кольцевых модуляторов), Джон К. Адамс (Краткая поездка в быстрой машине).